# شرف أباد (ورزقان)
شرف‌ أباد هي قرية في مقاطعة ورزقان، إيران. عدد سكان هذه القرية هو 694 في سنة 2006.